# ريدل بوبون
ريدل بوبون (بالهولندية: Rydell Poepon)‏ (28 أغسطس 1987 أمستردام هولندا - ) هو لاعب كرة قدم هولندي، يلعب كلاعب وسط.

## وصلات خارجية
ريدل بوبون على موقع اتحاد تركيا (لاعب) (الإنجليزية)
- ريدل بوبون على موقع قاعدة بيانات كرة القدم.إي يو (الإنجليزية)
- ريدل بوبون على موقع Soccerway.com (الإنجليزية)
- ريدل بوبون على موقع عالم كرة القدم.نت (الإنجليزية)
- ريدل بوبون على موقع AS.com (الإسبانية)